# Nordkrombek
Nordkrombek (Sylvietta brachyura) är en fågel i familjen afrikanska sångare inom ordningen tättingar.

## Utseende och läte
Nordkrombek är en liten och närapå stjärtlös sångare med gråbrun rygg och roströd undersida. Strupemn kan vara matt roströd, vitaktig eller lysande vit, beroende på underart. Alla populationer uppvisar ett gråbrunt ögonstreck. Arten liknar rostkindad krombek men skiljer sig på ögonstrecket och att den i området arterna överlappar vanligen uppvisar vit strupe. Sången består av en snabb visslad fras. Lätet är en snabb ihålig drill.

## Utbredning och systematik
Nordkrombek delas in i tre underarter med följande utbredning:
- brachyura-gruppen
  - Sylvietta brachyura brachyura – förekommer från Senegal, Gambia och Sierra Leone till Sudan och norra Eritrea
  - Sylvietta brachyura carnapi – förekommer från Kamerun till Uganda och västra Kenya
- Sylvietta brachyura leucopsis – förekommer i södra Eritrea, Etiopien, Djibouti, sydöstra Sydsudan, Somalia, Kenya och nordöstra Tanzania

Sedan 2016 urskiljer Birdlife International och naturvårdsunionen IUCN leucopsis som den egna arten "östlig krombek".

### Familjetillhörighet
Tidigare placerades krombekarna i den stora familjen Sylviidae, men DNA-studier har avslöjat att denna är parafyletisk gentemot andra fågelfamiljer som lärkor, svalor och bulbyler. Sylviidae har därför delats upp i ett antal mindre familjer, däribland den nyskapade familjen afrikanska sångare där krombekarna ingår, men även långnäbbarna i Macrosphenus samt de udda sångarna damarasångare, mustaschsångare, fynbossångare och stråsångare.

## Status
IUCN bedömer hotstatus för underartsgrupperna (eller arterna) var för sig, båda som livskraftiga.